# 産宮神社

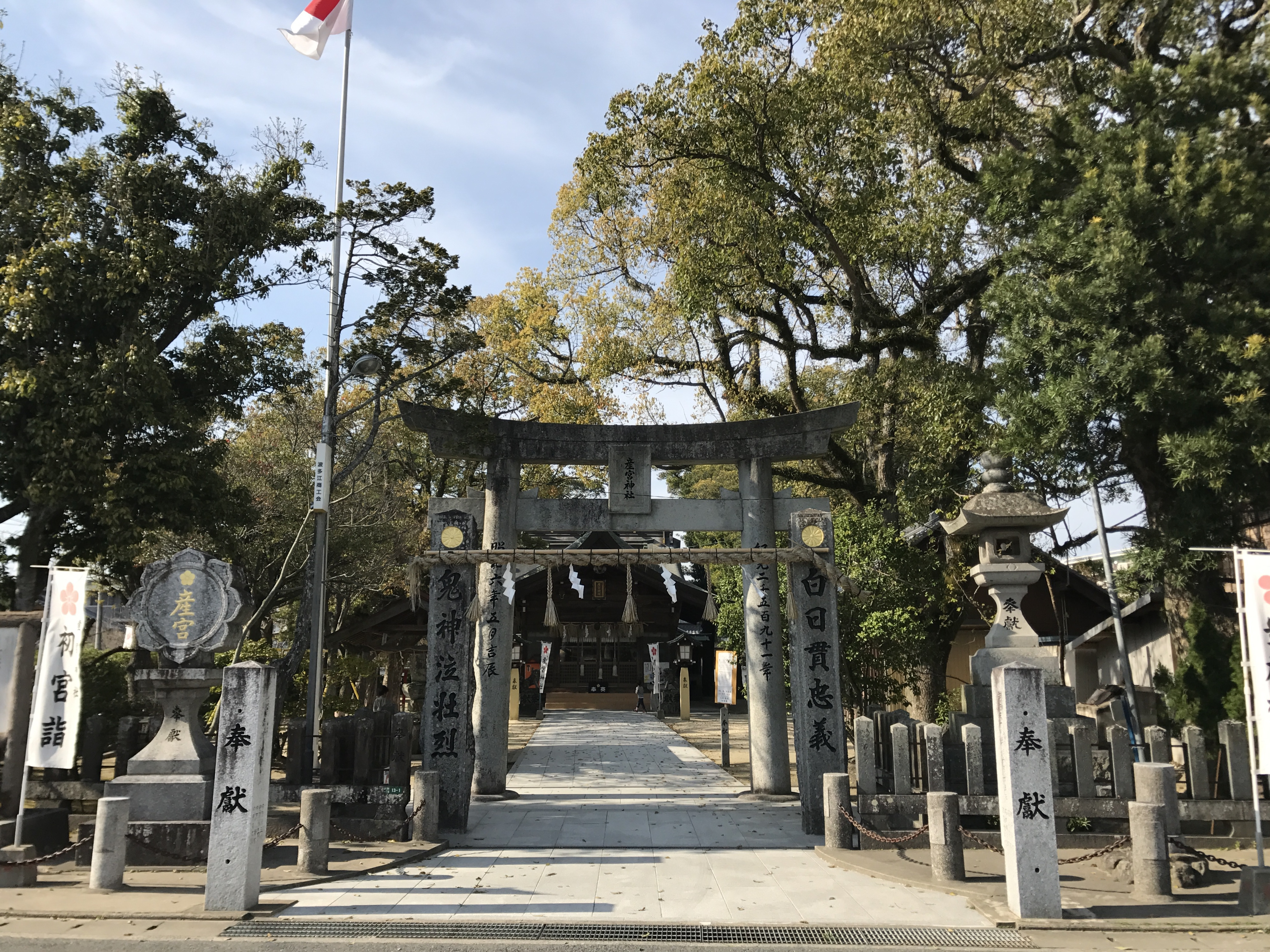
産宮神社

産宮神社（さんのみやじんじゃ）は、福岡県糸島市にある神社である。旧社格は村社。

## 祭神
1. 奈留多姫命 (ナルタヒメノミコト)
2. ウガヤフキアヘズ尊
3. 玉依姫命

## 由来
社伝によれば、「奈留多姫は懐妊に当たり、大いに胎教を重んじ、玉依姫命、豊玉姫命両神の前にて、「月満ちて生まれん子は端正なれば永く以て万世産婦の守護神ならん」と誓いて、出産に臨んで苦もなく皇子、神渟名河耳命(第二代、綏靖天皇)を安産し、以後、「産宮」と称えて安産守護の神と祭る、とある。
神功皇后が朝鮮出兵の時、出産が遅れることをこの神に祈り、そのしるしがあって、帰国後、無事に皇子（応神天皇）を出産した。そのお礼に百手の的射を奉納したと伝えられている。
天平年間（729年 - 749年）、聖武天皇が僧行基に命じて、この社に庶民のお産が安産であることを祈願した。その後、正安3年（1302年）後伏見天皇も同じ祈願をしたという伝承がある。

## 祭日
- 2月25日　「的射の神事」

## 所在地・交通
- 所在地：福岡県糸島市波多江駅南1-13-1
- JR筑肥線の波多江駅から徒歩3分
- 駐車場有